# トパーズ
- トパーズ
- トパズ

トパーズあるいはトパズ（英: topaz）は、石英（水晶）より少し硬いケイ酸塩鉱物。和名は黄玉（おうぎょく）。
語源ははっきりしておらず、ギリシャ語で『探し求める』を意味する『topazos』（トパゾス）からという文献もあれば、サンスクリット語で『火』を意味する『tapas』からという文献もある。産出地である紅海の島（現在のザバルガート島、英名セントジョーンズ島（en））の周辺が霧深く、島を探すのが困難だったからとされる。但し、古くはトパゾスはペリドットを意味し、「ペリドット」と現在のトパーズが混同されていた。
フッ素やアルミニウムを含み、様々な色を呈するが、宝石としては淡褐色のものが上質とされる。加熱や放射線照射などで色が変わる。結晶の上下方向に劈開性があり、強い衝撃を与えると内部亀裂が発生することがある。屈折率は 1.619 - 1.627（中程度）。
トパーズの水酸基置換体（Al2SiO4(OH, F)2）は、人工合成及び鉱物として発見されているものの、2022年現在鉱物としては承認されていない。

## トパーズの色の種類
- インペリアルトパーズ : シェリーカラー（黄褐色から橙褐色;橙～黄～褐）『OH-タイプ』赤褐色トパーズ（RaddishBrownTopaz）が起源
- ピンクトパーズ : 『OH-タイプ』
- ブルートパーズ : 青、藍　放射線照射されたものが多い
- シャンペントパーズ : 薄茶色　天然ブラウンカラー
- グリーントパーズ : 放射線処理されたものが多い
- カラーレストパーズ : 無色;外見はダイヤモンドに似る
- ミスティックトパーズ : チタニウム照射技術でトリートメント

トパーズは基本的には2種類にわかれる。一つは上にあげたOH-typeでこれは屈折率が高く、光に長期間さらしても褪色しないとされる。ブラジル産のいわゆる「インペリアルトパーズ」がこれにあたる。また、ブラジルやパキスタンで産出する「ピンクトパーズ」もOH-typeであるが、後者はもうひとつのタイプであるF-typeが混ざっているという報告もある。そのF-typeであるが、実は大半のトパーズがこのタイプである。ロシア、ナイジェリア、スリランカ、メキシコ、そして量は少ないが日本で産出するものは大抵このタイプである。色は無色、ブルー、ブラウンとあるが、出回っている「ブルートパーズ」はほとんど無色のものに放射線を照射したものである。天然のブルートパーズは意外と少なく、あってもライトブルーである。また、ブラウンのF-typeのものは、光に長時間さらしておくと褪色する傾向があるとされる。

## 産出地
ブラジルのほかロシア、タイ、カンボジア、ベトナム、アフリカ。日本にも産出する。

### 日本の産地
石井研堂『明治事物起原』（橋南堂、1908年（明治41年）1月）によれば、日本では西洋の鉱石学が伝わるまで、黄玉（トパーズ）と水晶を区別するすべを知らなかった。同書によれば、明治3年（1870年）、高木勘兵衛が美濃国（岐阜県）恵那郡苗木山で「細くして糸のごとき」鉱石を発見したのが日本でトパーズが知見された最初という。ただし、高木の発見した石の特徴は緑柱石に近く、この時発見したのが本当にトパーズだったかは疑問が持たれている。
その後、水晶にしてはやや硬すぎ、細工に困る石が次々に採掘され、その石が高価で売れたことから、ようやく土地の者の注意を引くようになった。高木は教育博物館の者にその石を売ったとき、初めてその石が黄玉という貴重品であることを知ったという。高木はトパーズで財をなし、「トパズ勘兵衛」と呼ばれた。
日本では、岐阜県恵那郡苗木地方の他、滋賀県大津市の田上山や三重県四日市市の宮妻峡などが有名な産地である。